# Pauxi pauxi
El paujil copete de piedra o paují de yelmo (Pauxi pauxi), es una especie de ave galliforme de la familia Cracidae que habita en el noreste de Colombia y el noroeste de Venezuela.

## Descripción
Alcanza una altura longitud de 91 cm. Se caracteriza por una protuberancia frontal gris azulada o blancuzca. Las plumas son negras con visos brillantes verdosos, pero el vientre, bajo la cola y la punta de ésta son blancos. El pico es rojizo o anaranjado y las patas rosadas o rojizas.

## Hábitat
Vive en bosques de niebla en montañas entre los 500 y 2200 m.s.n.m. En grupos pequeños o solitarios se alimentan de los frutos caídos.

## Reproducción
Anidan entre marzo y abril en un árbol, a una altura entre 4 y 6 m. La hembra pone dos huevos que incuba en 34 días.

## Amenaza
Se ve altamente presionada por la destrucción de su hábitat y por la intensa cacería, pues le atribuyen falsas propiedades curativas al copete. Quedan pocas especies aisladas, con alto riesgo a desaparecer, para atraer a la hembra este le regala piedras.

## Subespecies
Se conocen dos subespecies de Pauxi pauxi:
- Pauxi pauxi pauxi (Paují de yelmo de Mérida) Linnaeus, 1766 - desde la Cordillera de Mérida hasta la Cordillera Oriental, Colombia - Casco más grande, en forma de huevo.
- Pauxi pauxi gilliardi (Paují perijá) Wetmore & Phelps, 1943 - Serranía del Perijá - Casco más pequeño, menos bulboso, de forma más bien cilíndrica.

Su historia evolutiva no está bien investigada en comparación con otros paujiles. Los paujiles con casco probablemente sean un linaje de origen Mioceno tardío (Tortoniano–Mesiniano, hace unos 8–7 millones de años). La distribución actual de esta especie sugiere que se aisló hace unos 6 millones de años cuando se elevó su cadena montañosa. No se sabe cuándo cesó el flujo genético entre las subespecies.